# Sent Estèfe de Puiblanquet
Sent Estèfe de Liça (en francès Saint-Étienne-de-Lisse) és un municipi francès situat al departament de la Gironda i a la regió de la Nova Aquitània.

## Demografia
| 1962                                       | 1968 | 1975 | 1982 | 1990 | 1999 | 2007 |
| ------------------------------------------ | ---- | ---- | ---- | ---- | ---- | ---- |
| 438                                        | 453  | 465  | 421  | 387  | 355  | 293  |
| Des de 1962: població sense dobles comptes |      |      |      |      |      |      |

## Administració
| Període | Identitat        | Partit |
| ------- | ---------------- | ------ |
| 2001-   | André Larribière |        |

## Agermanaments
- Framsden